# Serge Maury
Serge Maury, född den 24 juli 1946 i Bordeaux, är en fransk seglare.
Han tog OS-guld i finnjolle i samband med de olympiska seglingstävlingarna 1972 i München.